# Sylke Otto
Sylke Otto (Chemnitz, 7 luglio 1969) è un'ex slittinista tedesca.

## Biografia
Nata nell'allora Repubblica Democratica Tedesca, iniziò a praticare slittino a dieci anni. L'esordio agonistico avvenne nel 1983.
Nel 2002 vinse la medaglia d'oro nel singolo ai XIX Giochi olimpici invernali, disputatisi a Salt Lake City. Si è poi riconfermata campionessa olimpica ai XX Giochi olimpici invernali di Torino.
Ha inoltre vinto per quattro volte la Coppa del Mondo di slittino femminile, dodici medaglie ai Campionati mondiali di cui sei d'oro, otto agli europei (cinque d'oro) e tre titoli nazionali.
È detentrice del record di vittorie nel singolo in Coppa del Mondo, 37 successi, in coabitazione con la connazionale Tatjana Hüfner .

## Palmarès

### Olimpiadi
- 2 medaglie
  - 2 ori (singolo a Salt Lake City 2002 e Torino 2006)

### Mondiali
- 12 medaglie:
  - 6 ori (singolo a St. Moritz 2000; singolo ad Oberhof 2001; singolo, gara a squadre a Sigulda 2003; singolo, gara a squadre a Park City 2005)
  - 3 argenti (gara a squadre a Igls 1997; gara a squadre a St. Moritz 2000; gara a squadre a Calgary 2001)
  - 3 bronzi (singolo, gara a squadre a Königssee 1999; gara a squadre a Nagano 2004)

### Europei
- 8 medaglie:
  - 5 ori (gara a squadre ad Igls 1990; gara a squadre a Winterberg 1992; singolo, gara a squadre a Winterberg 2000; singolo ad Altenberg 2002)
  - 2 argenti (singolo a Winterberg 1992; gara a squadre ad Altenberg 2002)
  - 1 bronzo (singolo a Oberhof 2004)

### Coppa del Mondo
- Vincitrice della Coppa del Mondo nella specialità del singolo nel 1994/95, nel 1999/00, nel 2002/03 e nel 2003/04.
- 71 podi (68 nel singolo, 3 nelle gare a squadre):
  - 40 vittorie (37 nel singolo, 3 nelle gare a squadre);
  - 23 secondi posti (tutti nel singolo);
  - 8 terzi posti (tutti nel singolo).

#### Coppa del Mondo - vittorie
| Data             | Luogo       | Paese       | Disciplina                                                           |
| ---------------- | ----------- | ----------- | -------------------------------------------------------------------- |
| 21 novembre 1992 | Igls        | Austria     | Singolo                                                              |
| 26 novembre 1994 | Igls        | Austria     | Singolo                                                              |
| 26 dicembre 1994 | Calgary     | Canada      | Singolo                                                              |
| 21 gennaio 1995  | Königssee   | Germania    | Singolo                                                              |
| 11 febbraio 1995 | Sigulda     | Lettonia    | Singolo                                                              |
| 18 febbraio 1995 | Altenberg   | Germania    | Singolo                                                              |
| 16 dicembre 1995 | Winterberg  | Germania    | Singolo                                                              |
| 1º febbraio 1997 | Winterberg  | Germania    | Singolo                                                              |
| 20 dicembre 1997 | Calgary     | Canada      | Singolo                                                              |
| 24 gennaio 1998  | Winterberg  | Germania    | Singolo                                                              |
| 21 novembre 1998 | Igls        | Austria     | Singolo                                                              |
| 13 febbraio 1999 | Nagano      | Giappone    | Singolo                                                              |
| 13 novembre 1999 | Lillehammer | Norvegia    | Singolo                                                              |
| 20 novembre 1999 | Sigulda     | Lettonia    | Singolo                                                              |
| 4 dicembre 1999  | Königssee   | Germania    | Singolo                                                              |
| 29 gennaio 2000  | Igls        | Austria     | Singolo                                                              |
| 2 dicembre 2000  | Oberhof     | Germania    | Singolo                                                              |
| 20 gennaio 2001  | Altenberg   | Germania    | Singolo                                                              |
| 3 febbraio 2001  | Nagano      | Giappone    | Singolo                                                              |
| 9 novembre 2001  | Calgary     | Canada      | Singolo                                                              |
| 26 gennaio 2002  | Winterberg  | Germania    | Singolo                                                              |
| 23 novembre 2002 | Park City   | Stati Uniti | Singolo                                                              |
| 29 novembre 2002 | Calgary     | Canada      | Singolo                                                              |
| 14 dicembre 2002 | Altenberg   | Germania    | Singolo                                                              |
| 18 gennaio 2003  | Lillehammer | Norvegia    | Singolo                                                              |
| 25 gennaio 2003  | Igls        | Austria     | Singolo                                                              |
| 8 febbraio 2003  | Winterberg  | Germania    | Singolo                                                              |
| 16 novembre 2003 | Sigulda     | Lettonia    | Gara a squadre con Jan Eichhorn, Patric Leitner e Alexander Resch    |
| 6 dicembre 2003  | Calgary     | Canada      | Singolo                                                              |
| 20 dicembre 2003 | Lake Placid | Stati Uniti | Singolo                                                              |
| 21 dicembre 2003 | Lake Placid | Stati Uniti | Gara a squadre con David Möller, Patric Leitner e Alexander Resch    |
| 17 gennaio 2004  | Winterberg  | Germania    | Singolo                                                              |
| 24 gennaio 2004  | Igls        | Austria     | Singolo                                                              |
| 25 gennaio 2004  | Igls        | Austria     | Gara a squadre con David Möller, André Florschütz e Torsten Wustlich |
| 31 gennaio 2004  | Königssee   | Germania    | Singolo                                                              |
| 15 gennaio 2005  | Igls        | Austria     | Singolo                                                              |
| 22 gennaio 2005  | Winterberg  | Germania    | Singolo                                                              |
| 19 novembre 2005 | Cesana      | Italia      | Singolo                                                              |
| 6 gennaio 2006   | Königssee   | Germania    | Singolo                                                              |
| 29 gennaio 2006  | Oberhof     | Germania    | Singolo                                                              |

### Campionati tedeschi
- 10 medaglie:
  - 3 ori (singolo a Winterberg 2003; singolo ad Oberhof 2006; singolo ad Altenberg 2007);
  - 5 argenti (singolo ad Oberhof 1993; singolo a Winterberg 1995; singolo a Schönau am Königssee 1999; singolo ad Oberhof 2000; singolo ad Altenberg 2002);
  - 2 bronzi (singolo a Winterberg 1992; singolo ad Oberhof 2004).